# Sobrecastell
Sobrecastell es una localidad española perteneciente al municipio de Arén, en la Ribagorza, provincia de Huesca, Aragón. Su lengua propia es el catalán ribagorzano. Está dividida en tres pequeños grupos de casas.

## Rutas
Las siguientes rutas de senderismo pasan por la localidad:
- PR-HU 46